# L'Orchestre (série télévisée)
Pour les articles homonymes, voir Orchestre (homonymie).
L'Orchestre (titre original : (da) Orkestret) est une série télévisée satirique « burlesque, loufoque, cocasse et grinçante » danoise en 10 épisodes créée le 1er juillet 2022 sur la chaîne DR1 et la plateforme de streaming DRTV (da) du groupe DR par Mikkel Munch-Fals (da) sur un scénario d'Adam Price mettant en scène sur un ton tragi-comique les relations interpersonnelles au sein d'un orchestre symphonique fictif à Copenhague, entre Bo, seconde clarinette, et Jeppe, directeur administratif adjoint, et leur entourage familial et professionnel : Bo, seconde clarinette de l'orchestre depuis 11 ans, et Jeppe, le tout nouveau directeur adjoint, ont, pour des motifs différents mais interdépendants, un intérêt commun : l'éviction de Simon, première clarinette, mais aussi délégué du personnel. La série est diffusée entre le 15 septembre et le 17 novembre 2023 sur la plateforme france.tv du groupe France Télévisions,,,.
La musique composée par Nicklas Schmidt (da) et les extraits de concerts sont interprétés par Johnny Tessier, clarinette solo, et l'Orchestre symphonique national du Danemark dirigés par Jiří Rožeň et enregistrés à l'auditorium de la Salle symphonique de Copenhague où est tournée la série,.
Les interprètes des deux protagonistes de la série, Frederik Cilius (Bo) et Rasmus Bruun (Jeppe), n'en sont pas à leur coup d'essai, déjà associés pour l'émission de radio satirique Den Korte Radioavis (da). Frederik Cilius est également clarinettiste de formation.

Le Concert Hall et l'auditorium principal de Copenhague où est tournée la série.
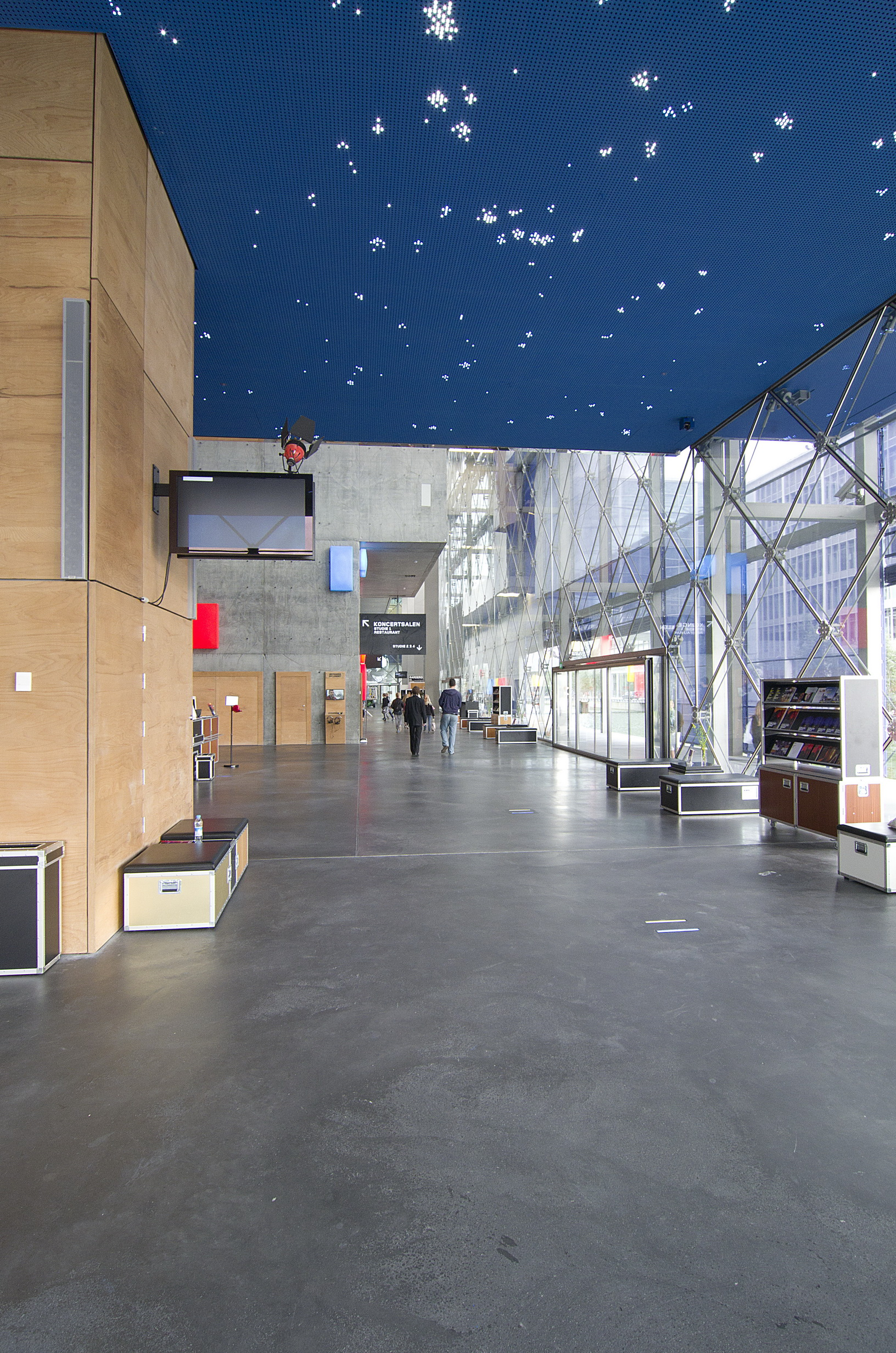
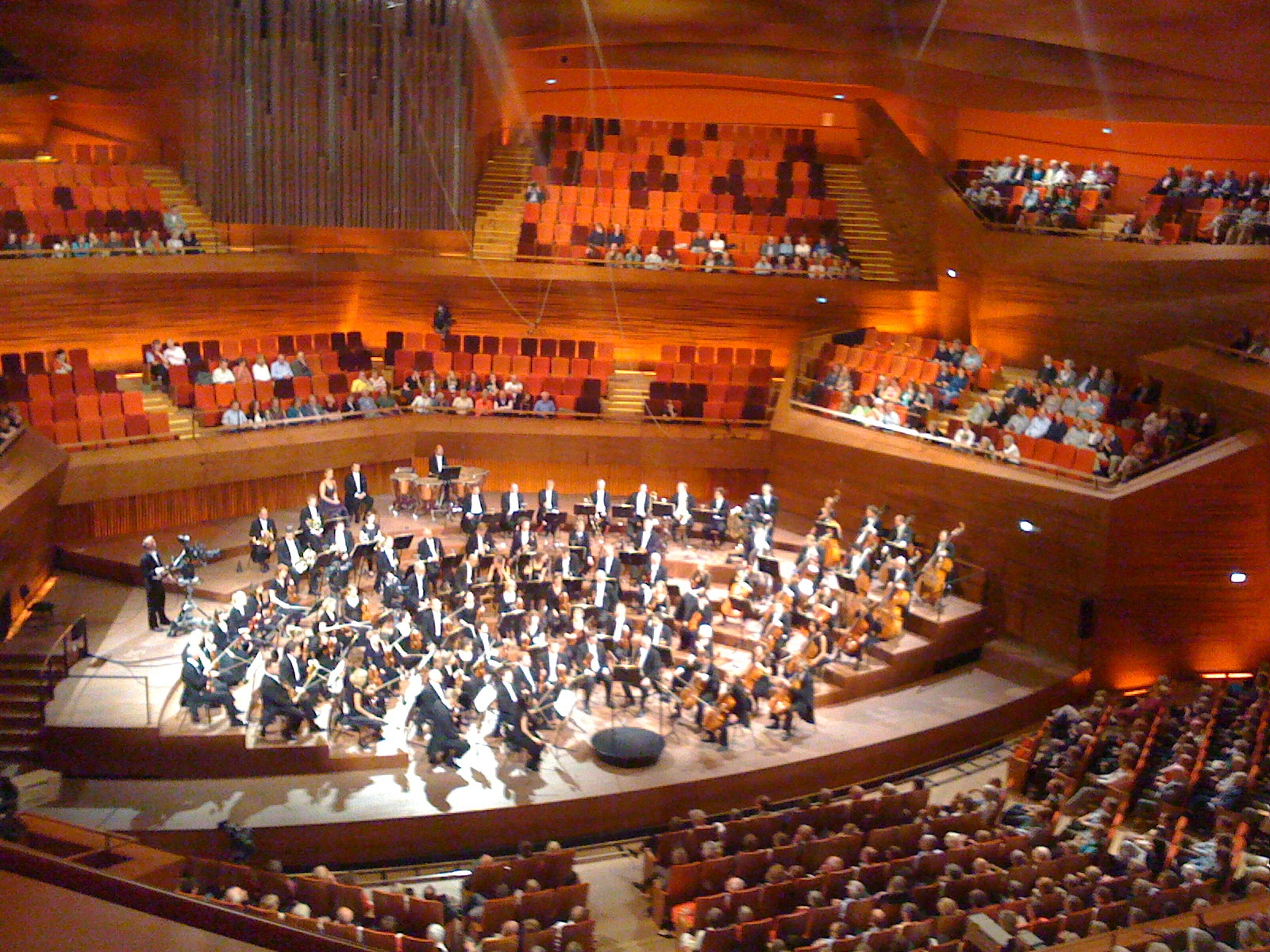
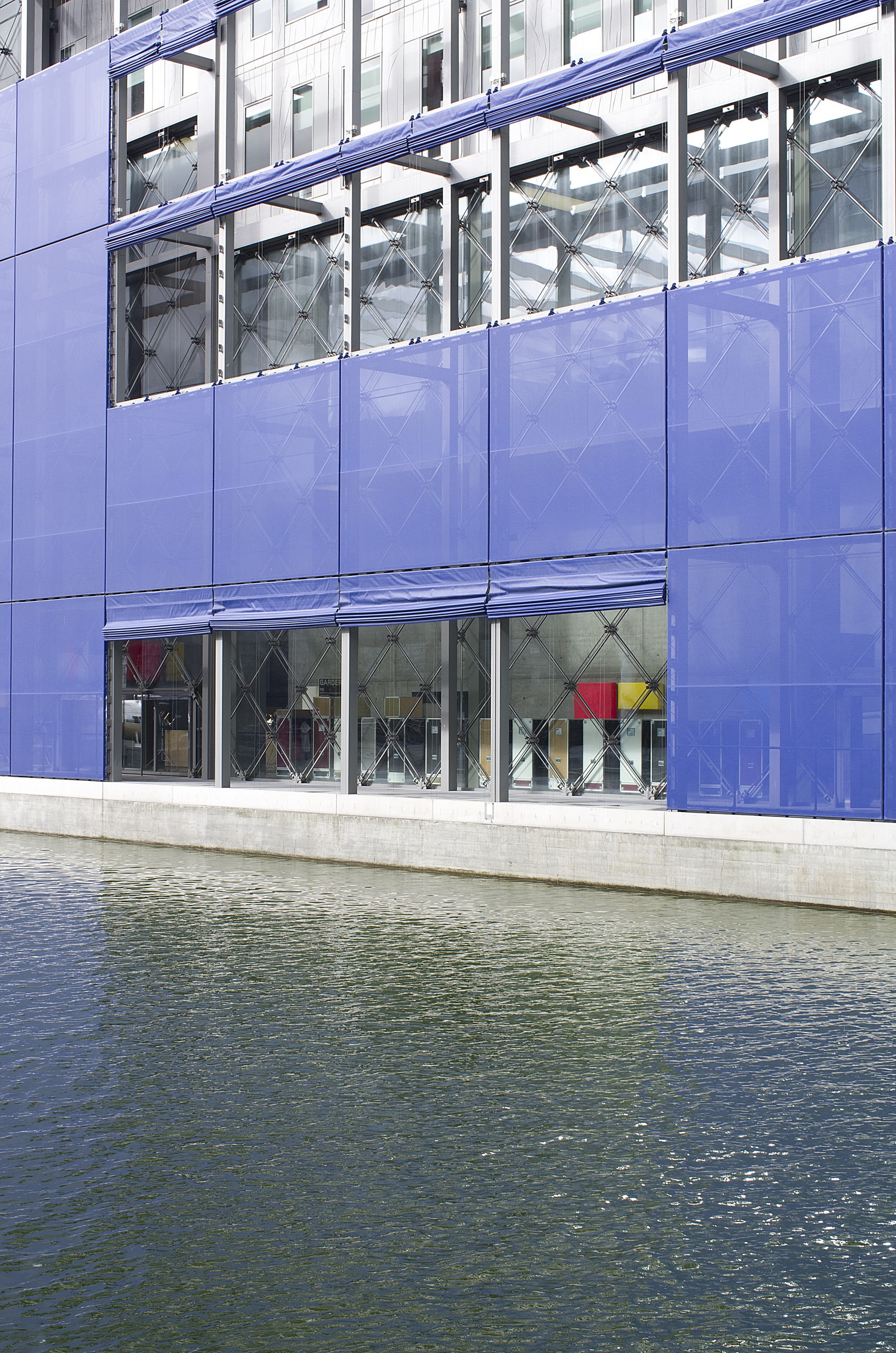

## Distribution
Sauf indication contraire, les informations mentionnées dans cette section peuvent être confirmées par la base de données cinématographiques IMDb,  présente dans la section « Liens externes ».
- Frederik Cilius (VF : Franck Sportis) : Bo, seconde clarinette de l'orchestre
- Rasmus Bruun (VF : Sébastien Desjours) : Jeppe, directeur adjoint (souschef en vo[8]) et mari de Regitze
- Neel Rønholt (VF : Pamela Ravassard) : Regitze, juriste et femme de Jeppe
- Emma Sehested Høeg (VF : Juliette Béchu) : Elin, élève de Bo
- Lise Baastrup (VF : Daria Levannier) : Gertrud, directrice
- Ina-Miriam Rosenbaum (da) (VF : Anne Plumet) : Vibeke, mère de Bo
- Caspar Phillipson (VF : Stéphane Roux) : Simon, première clarinette
- Esther Wanda Flagstad (VF : Elia-Carmine Robbe) : Alma, fille de Jeppe et Regitze
- Johannes Wanselow (sv) (VF : Gilles Morvan) : Marcellino, chef d'orchestre
- David Bateson (VF : Féodor Atkine) : Mablewood, chef d'orchestre
- May Simón Lifschitz (VF : Audrey Sourdive) : Anastacia, violoncelliste ukrainienne

 Source et légende : version française (VF) sur RS Doublage